# Mel·lífer de Sclater
El mel·lífer de Sclater (Myzomela sclateri) és una espècie d'ocell de la família dels melifàgids (Meliphagidae) propi de Melanèsia.

## Descripció
- Mascle amb cap, clatell, esquena, cua, ales i ventre negres. Barbeta, gola, pit i carpó vermell.
- Femella marró grisenc, amb el cap gris fosc i barbeta i gola vermell.

## Hàbitat i distribució
Viu a les zones boscoses d'una cadena de petites illes de Papua Nova Guinea, que van des de l'illa Karkar, propera a la costa nord-est de Nova Guinea, cap a l'est, a la llarga del rosari d'illetes properes a la costa oest i nord de Nova Bretanya.